# IDEO
IDEO ist eine internationale Design- und Innovationsberatung. Die Firma verwendet Methoden des Human Centered Designs sowie das Konzept des Design Thinking, an deren Etablierung in der Designpraxis sie fundamental beteiligt war.

## Unternehmen
Das Unternehmen beschäftigt Mitarbeiter aus den Bereichen Industriedesign, Interaktionsdesign, Kommunikationsdesign, Ingenieurswesen, Softwareprogrammierung, Branding, Betriebswirtschaftslehre, Anthropologie und Psychologie an neun Standorten: Palo Alto (der Hauptsitz im Silicon Valley), San Francisco, Chicago, New York, Cambridge, London, München (IDEO GmbH, eine 100-prozentige Tochter von IDEO), Shanghai und Tokio.

## Geschichte
Das Unternehmen wurde 1991 durch den Zusammenschluss von drei Designbüros geschaffen: David Kelley Design (gegründet von David Kelley, Professor an der Stanford University und Mitbegründer und Leiter der d.school – dem Hasso Plattner Institute of Design), ID Two (gegründet von Bill Moggridge) und Matrix Product Design (gegründet von Mike Nuttall).

## Produkte
Beispiele für Produkte sind die erste industriell hergestellte Computermaus für Apple, die zweite Generation der Computermaus von Microsoft, der Palm V PDA, der Treo180/180g für Handspring, der Leap Bürostuhl für Steelcase, der CD-Spieler für Muji (Teil der ständigen Sammlung des Museum of Modern Art) und der erste Insulin-Stift für Eli Lilly sowie der mehrfach mit Designpreisen ausgezeichnete intelligente Stromzähler für Yello Strom.
Das 2003 für Organ Recovery Systems entwickelte erste Transportsystem für Nierentransplantate (LifePort) wurde ebenfalls in die permanente Sammlung des MoMa aufgenommen und u. a. mit dem Medical Design Excellence Award ausgezeichnet.
Ein bekanntes Beispiel für eine Innovation im Bereich Service Design ist "Keep the Change", das IDEO für die Bank of America entwickelt hat.
2010 wurde die Open-Innovation-Plattform OpenIDEO vorgestellt, im März 2015 entstand mit IDEO U das Online-Bildungsprogramm zu Design Thinking.

## Auszeichnungen
- Core77 Design Award
- D&AD
- Designpreis der Bundesrepublik Deutschland
- Edison Award[13]
- iF product design award
- iF communication design award
- INDEX award
- International Design Excellence Award (IDEA)[14]
- Medical Design Excellence Award
- National Design Award des Cooper Hewitt Museums[15]
- red dot design award
- Webby Award

## Name und Logo
"ideo-" ist die Kombinationsform des Wortes Idee, wie sie in Wörtern wie Ideogramm oder Ideologie benutzt wird. Der Unternehmensname (Firma) ist also kein Akronym und kein Fremdwort. Bill Moggridge, einer der Unternehmensgründer, fand es, als er ein Wörterbuch durchblätterte.
Der Name IDEO wird (in englischer Lautgebung) „eye-dee-oh“ ausgesprochen.
Ursprünglich gedacht als gemischt geschrieben, wird die Firma seit dem Entwurf des ersten Unternehmenslogos von Paul Rand (1991) in Versalien geschrieben.